# Friedrichstraße (Schwerin)

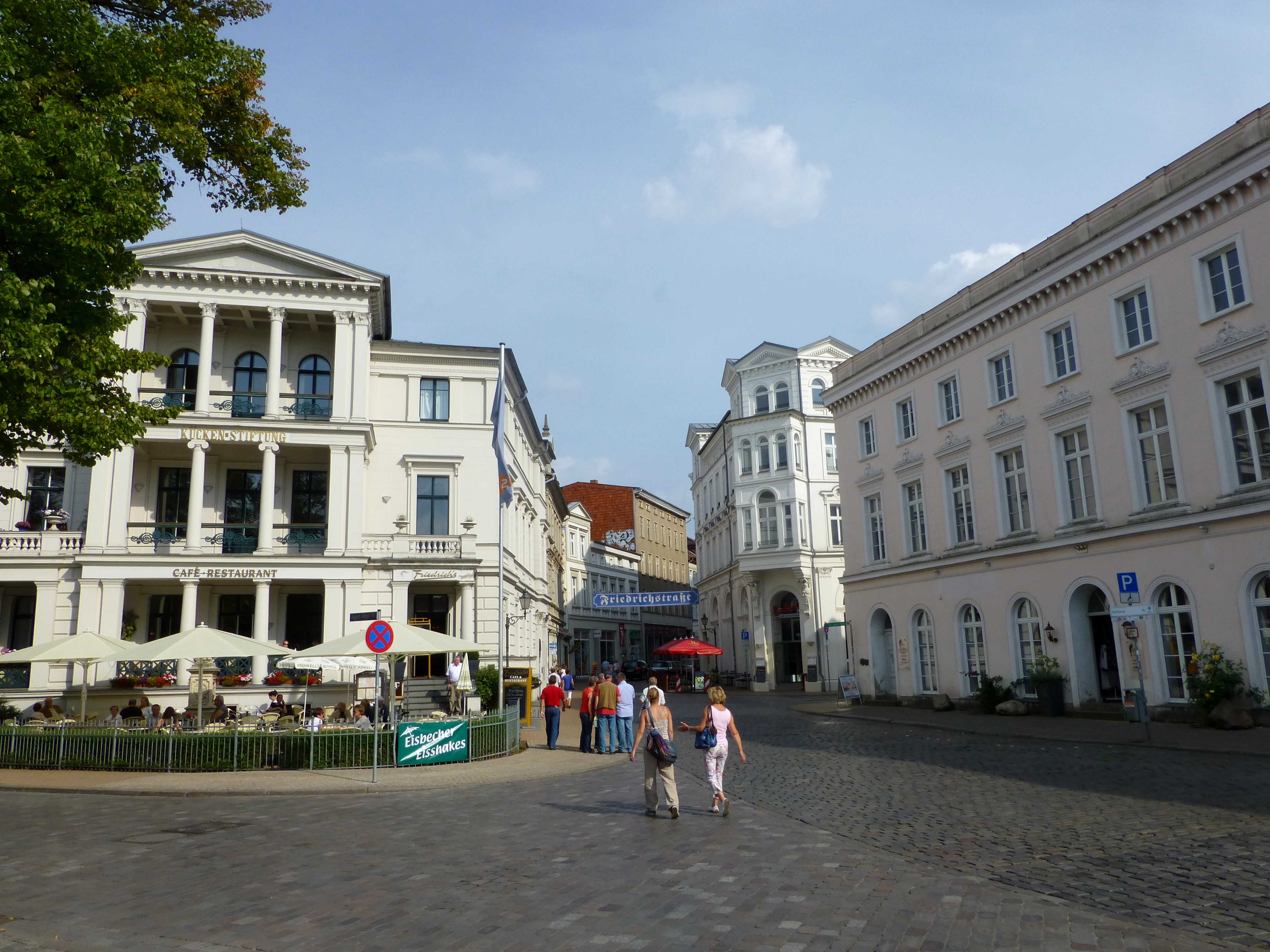
Blick vom Pfaffenteich

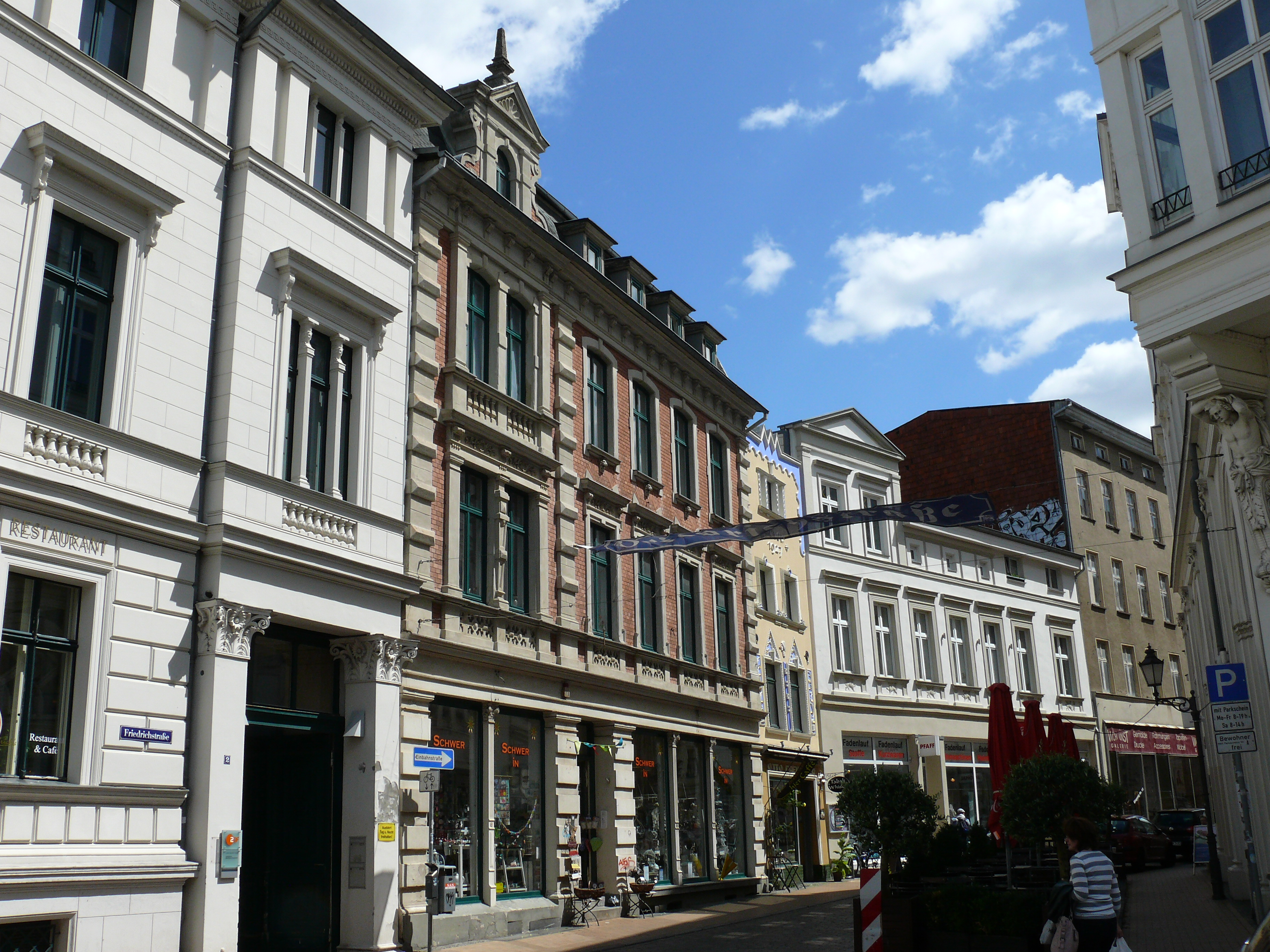
Nr. 2 bis 12

Die Friedrichstraße ist eine Einkaufsstraße in Schwerin in der Altstadt. Sie führt in West-Ost-Richtung vom Pfaffenteich / Arsenalstraße / August-Bebel-Straße bis zur Puschkinstraße / Burgstraße.

## Nebenstraßen
Die Neben- und Anschlussstraßen wurden benannt als Arsenalstraße nach dem früheren Waffenlager, dem Arsenal am Pfaffenteich, das bis 1844 entstand, August-Bebel-Straße nach dem Politiker (SPD) (1840–1913), Bischofstraße nach dem Sitz des Schweriner Bischofs, Schulstraße nach der Schule, Puschkinstraße nach dem russischen Nationaldichter Alexander Sergejewitsch Puschkin (1799–1837) und Burgstraße (früher Scharfrichterstraße) nach der früheren mittelalterlichen Burg in Zuarina bzw. Zwarin (um 965 bzw. von 1160, heute Standort des Schlosses).

## Geschichte

### Name
Die Friedrichstraße wurde benannt um 1840 nach dem Erbprinzen Friedrich, der von 1842 bis 1883 als Großherzog von Mecklenburg Friedrich Franz II. (1823–1883) im Landesteil Mecklenburg-Schwerin regierte. Er initiierte zahlreiche Reformen, konnte aber sein liberales Staatsgrundgesetz gegen die Stände nicht durchsetzten.
Im Bereich der Friedrichstraße befand sich zuvor ein Stadtgraben, der den Pfaffenteich mit dem Beutel, einer Bucht des Schweriner Sees, verband.
Nachfolgend befand sich hier der Papenweg später der Kütergang. In Norddeutschland war das die Bezeichnung der Fleischer, dann um 1770 die Neue Straße. Die seit 1841 Friedrich Straße hieß ab 1939 nach einem NS-Baumeister Trooststraße, 1945 dann wieder Friedrichstraße ab 1950 zur Zeit der DDR hieß die Straße nach dem damaligen Ministerpräsidenten Otto Grotewohl Straße, umbenannt seit 1991 heißt sie wieder Friedrich Straße und bildet heute im Wesentlichen die Trennlinie zwischen Alt- und Schelfstadt.

### Entwicklung

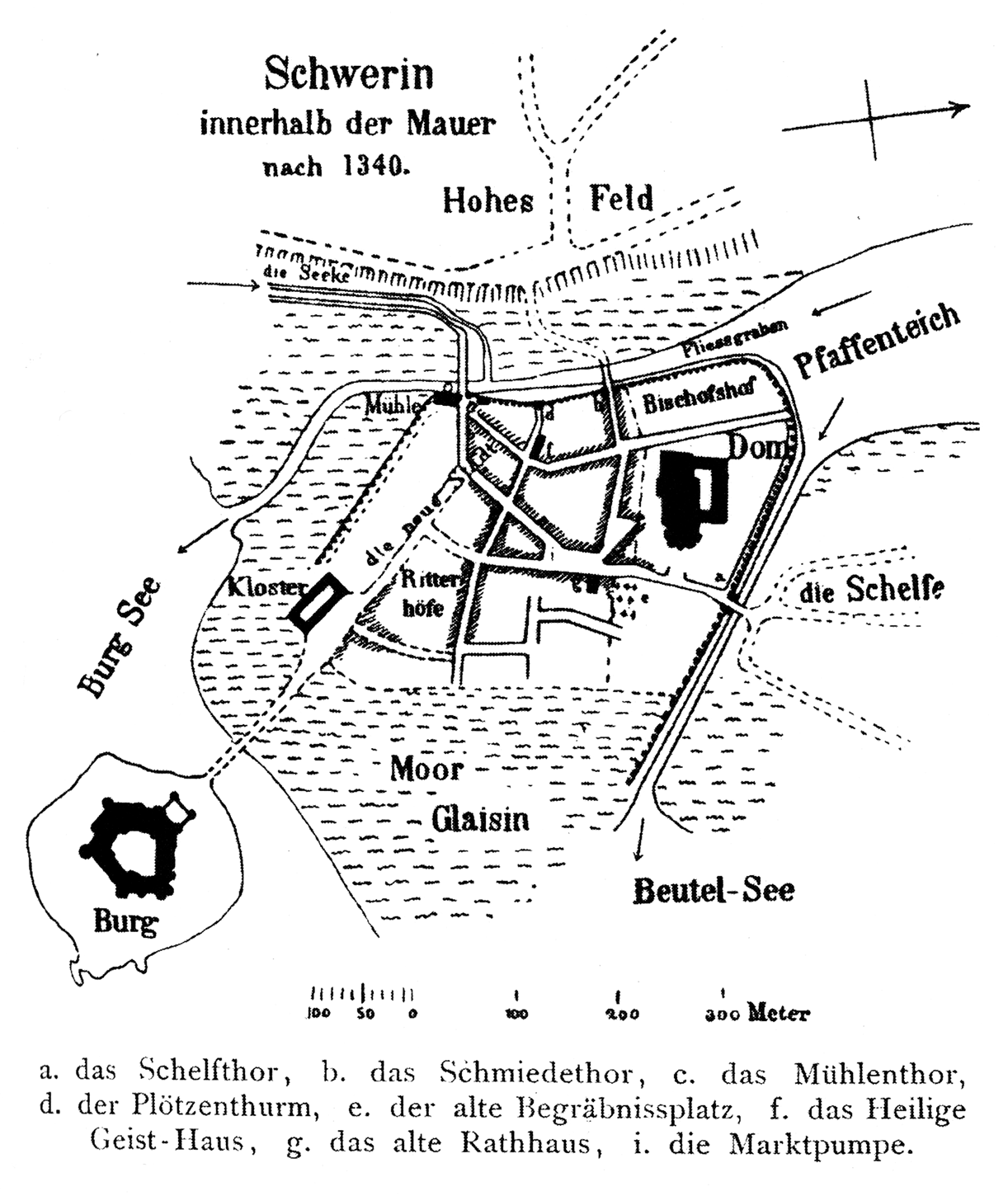
Schwerin nach 1340

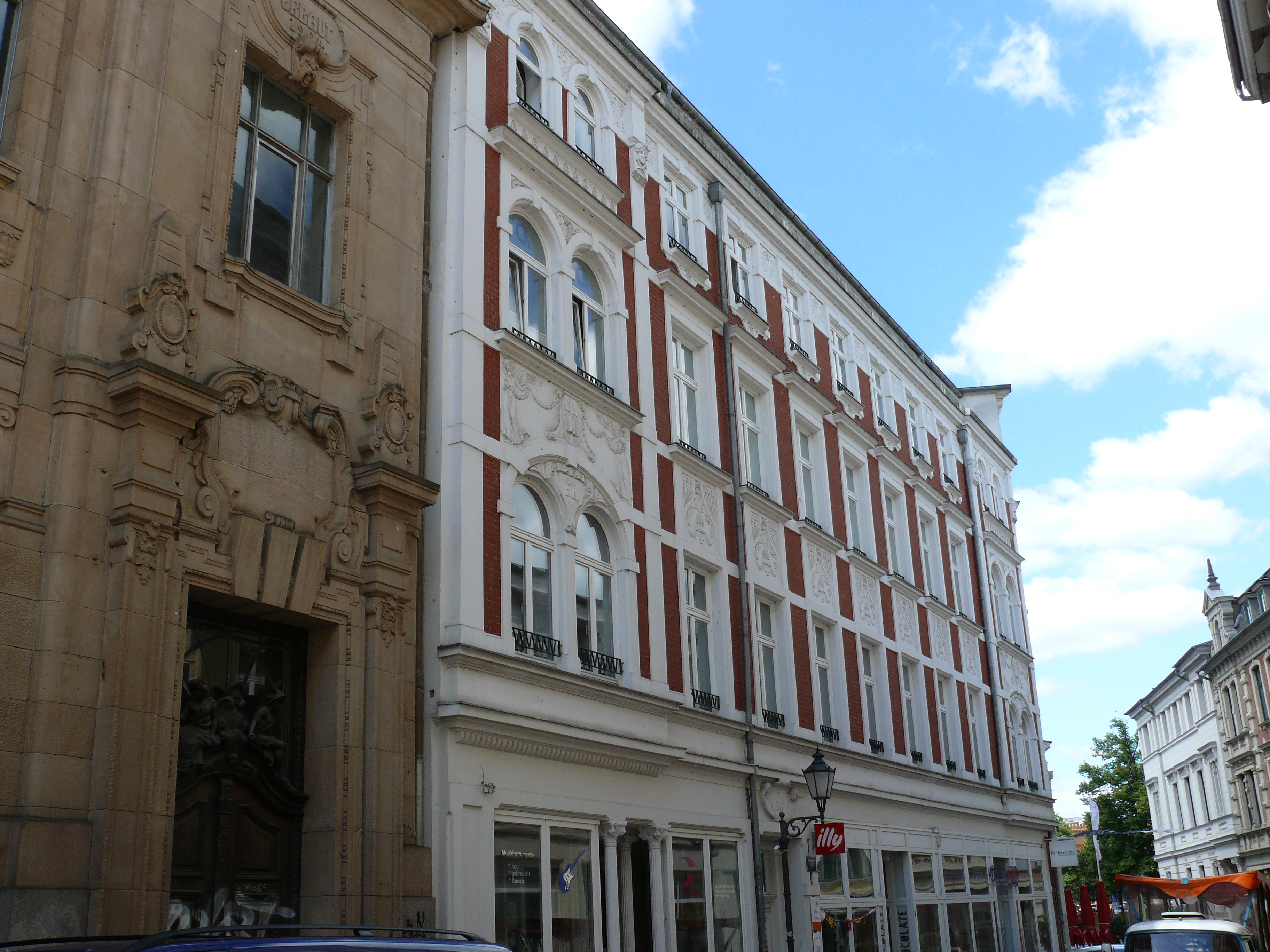
Nr. 3

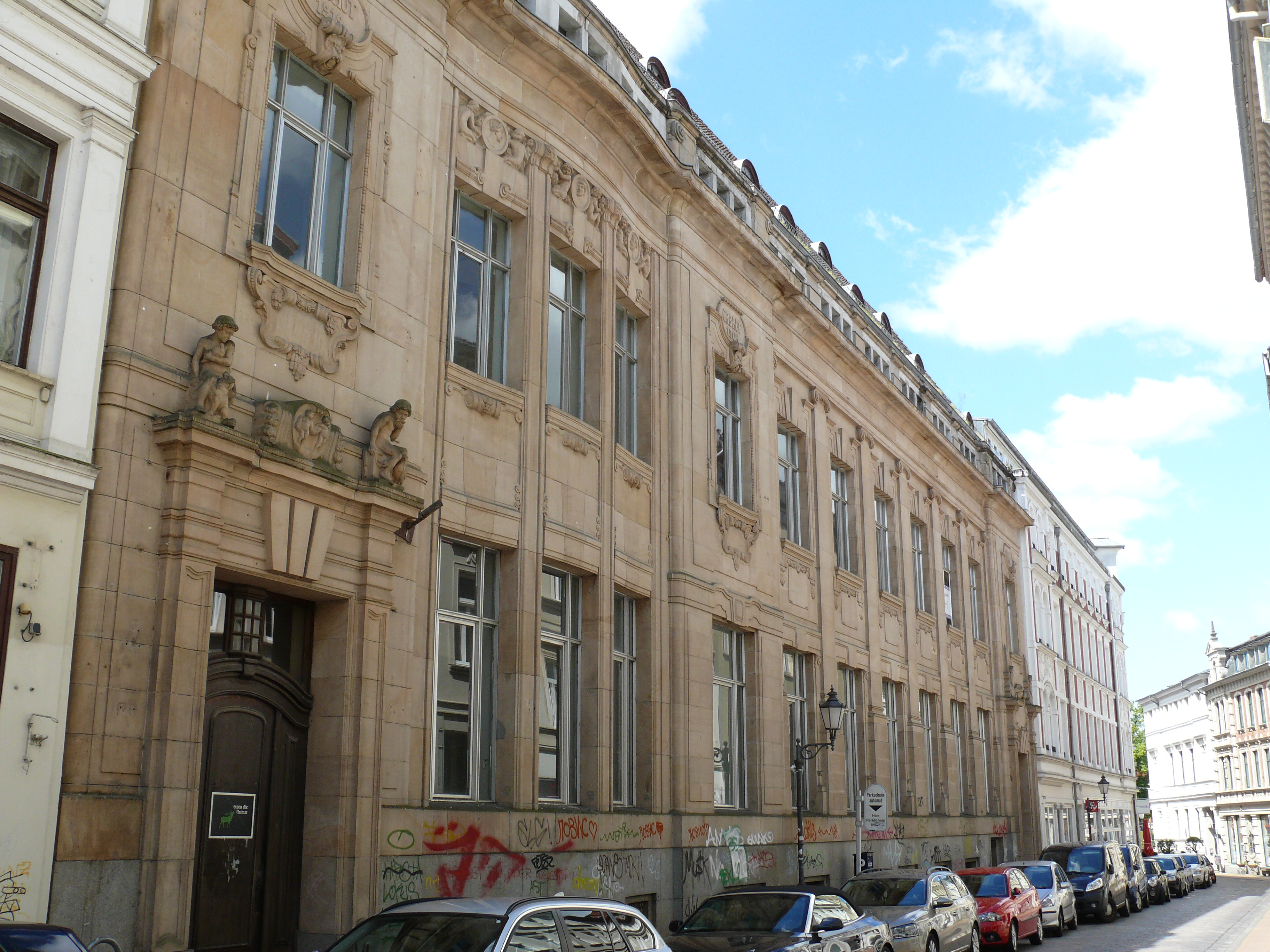
Nr. 5/7: Bank

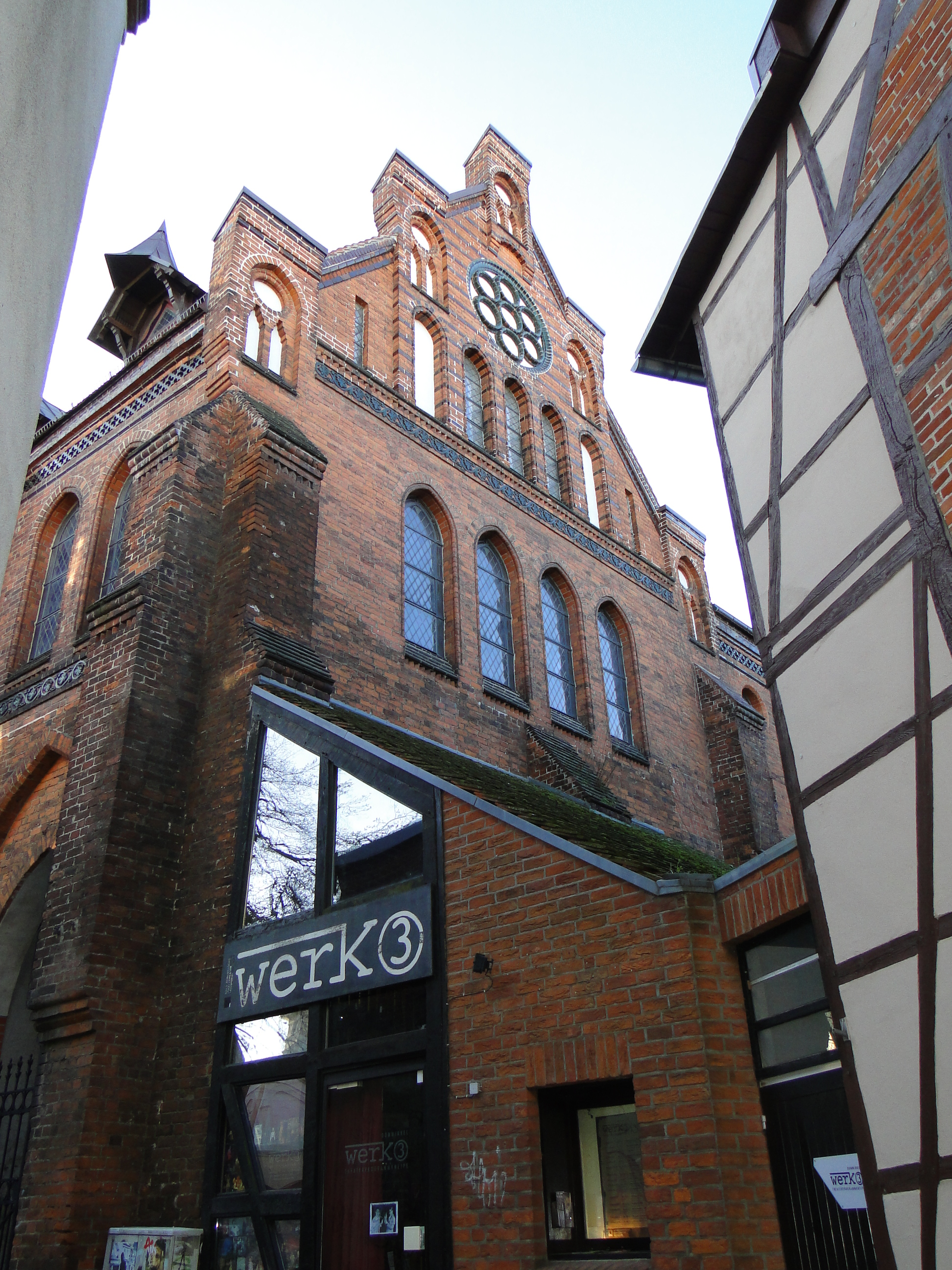
Nr. 11

In der Karte von nach 1340 ist am rechten Rand die ehemalige Stadtmauer erkennbar: Nördlich (also rechts) davon zur Schelfe ein Graben, der von dem Pfaffenteich zum früheren Beutel-See als Teil des Schweriner Sees floss. An der Mauer verlief links der Kütergang. Nach Abriss der Mauer entstand im 19. Jahrhundert auf dem verbreiterten ehem. Kütergang dann die Friedrichstraße. Die Schelfstadt mit über 4100 Einwohnern wurde 1832 Stadtteil von Schwerin und das Tor an der Puschkinstraße verschwand, und auch die Schulstraße wurden mit der Friedrichstraße verbunden. So entwickelte sich die Straße mit dem Neubau von zumeist dreigeschossigen klassizistischen Gebäuden zu einer belebten Geschäftsstraße, welche die Schelfstadt durch die Altstadt mit der westlichen Paulsstadt auf direktem Wege verband.
Im Rahmen der Städtebauförderung wurde das Gebiet der Alt- und der Schelfstadt Sanierungsgebiet und in den 1990er Jahren bis Ende der 2000er Jahre erfolgte die Sanierung vieler Häuser. Die Straße wurde dabei eine verkehrsberuhigte Einkaufsstraße. Flohmärkte und Werbung für die Straße sollen belebend wirken.
Verkehrlich wird die Straße durch die Buslinie 11 der Nahverkehr Schwerin GmbH (NVS) erschlossen. Die Straßenbahn der Linien 1 und 2 durchfuhr ab 1908 bis in die 1950er Jahre eingleisig die Straße und über eine sogenannten Gleisverschlingung.

## Gebäude, Anlagen (Auswahl)
An der Straße stehen zumeist drei- bis viergeschossige Gebäude. Die mit (D) gekennzeichneten Häuser stehen unter Denkmalschutz.
- Nr. 1 / Ecke Bischofstraße 2: 3-gesch. Wohn- und Geschäftshaus (D) mit Staffelgeschoss und Eck-Erker; Sitz des ZDF-Landesstudios und der Klinischen Forschung Schwerin, Restaurant/Bar im Erdgeschoss
- Nr. 2 / Ecke August-Bebel-Straße Nr. 1: 3-gesch. neoklassizistisches Wohn- und Geschäftshaus von 1868 (oder 1870) (D) mit einem dominanten Eckgiebel mit Arkaden, ehem. Doppelwohnhaus  Kückenstiftung, seit 1995 Landesstudio ZDF und Restaurant Friedrich’s
- Nr. 3: 4-gesch. Wohn-, Büro- und Geschäftshaus von um 1900 (D) im Stil der Gründerzeit mit Staffelgeschoss; mit Praxen und Café
- Nr. 4: Wohn- und Geschäftshaus (D) im Stil der Gründerzeit
- Nr. 6: 2-gesch. Wohn- und Geschäftshaus von 1866 (D), 1867 aufgestockt, außergewöhnliche Putzfassade von 1927 nach Plänen von Erich Bentrup, nachdem dem neuen Hausbesitzer Otto Preussler das Anbringen eines Ladenschildes für seinen Zigarrenladen verwehrt worden war
- Nr. 5/7: 3-gesch. Bankgebäude von 1905 und 1912 (D) mit kräftigem Kraggesims und zwei Eingangsrisalite sowie Hermesdarstellung am Eingang und erhaltene Bleiglasfenster von R.C. Koenigsberg; ehem. Gebäude der Mecklenburgischen Wechsel- und Hypothekenbank, ab nach 1945 Landeskreditbank Mecklenburg (Alte Staatsbank) und ab Anfang der 1990er Jahre bis 1998 die Deutsche Bank; danach 22 Jahre Leerstand,[2] Hotelumbau 2020/22 nach Plänen von Mecklenburg Consult
- Nr. 11: 2-gesch. neogotisches Wohn- und Geschäftshaus (D) als zurückstehendes Giebelhaus aus Backstein mit einem differenzierten Treppengiebel; mit Veranstaltungsort werk3/KlangWert
- Nr. 12: 2-gesch. Wohn- und Geschäftshaus; früher als Nr. 7 (?) Juweliergeschäft von 1896 bis 1952 von Richard Ratfisch (1872–1956), 1908 kaufte Ratfisch den Titel Hofjuwelier
- Nr. 14 bis 20: 3-gesch. neoklassizistische Wohn-, Büro- und Geschäftshäuser
- Nr. 22: 4-gesch. Verwaltungshaus (D), ehem. Bankgebäude, dann Büros und Praxen
- Puschkinstraße Nr. 47 / Ecke Friedrichstraße: 3-gesch. Wohn- und Geschäftshaus (D) mit Mezzaningeschoss

### Denkmale, Gedenken
- Denkmal aus Marmor für Friedrich Wilhelm Kücken im Vorgarten, 1885 von Ludwig Brunow

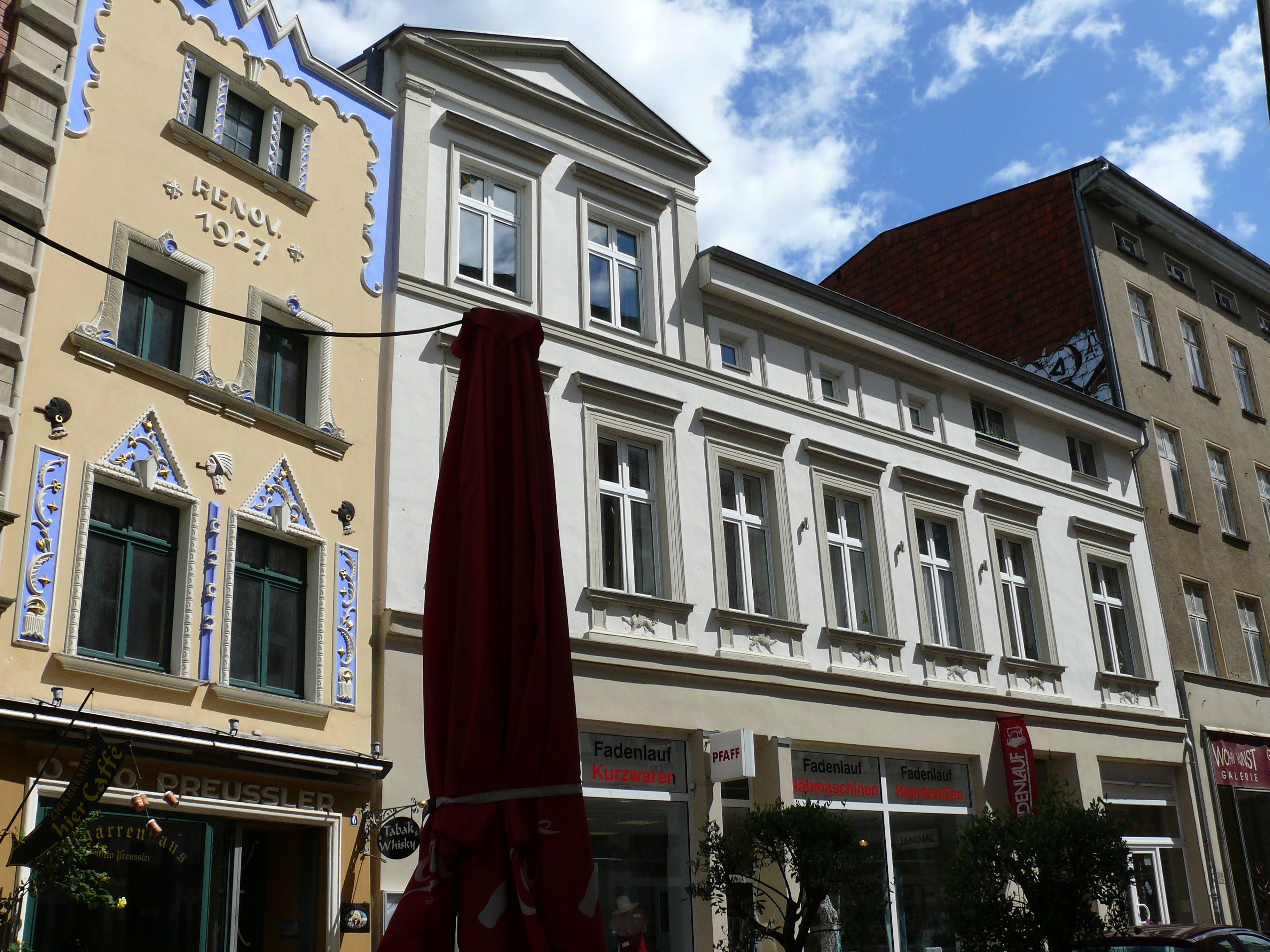
Nr. 6 und 8
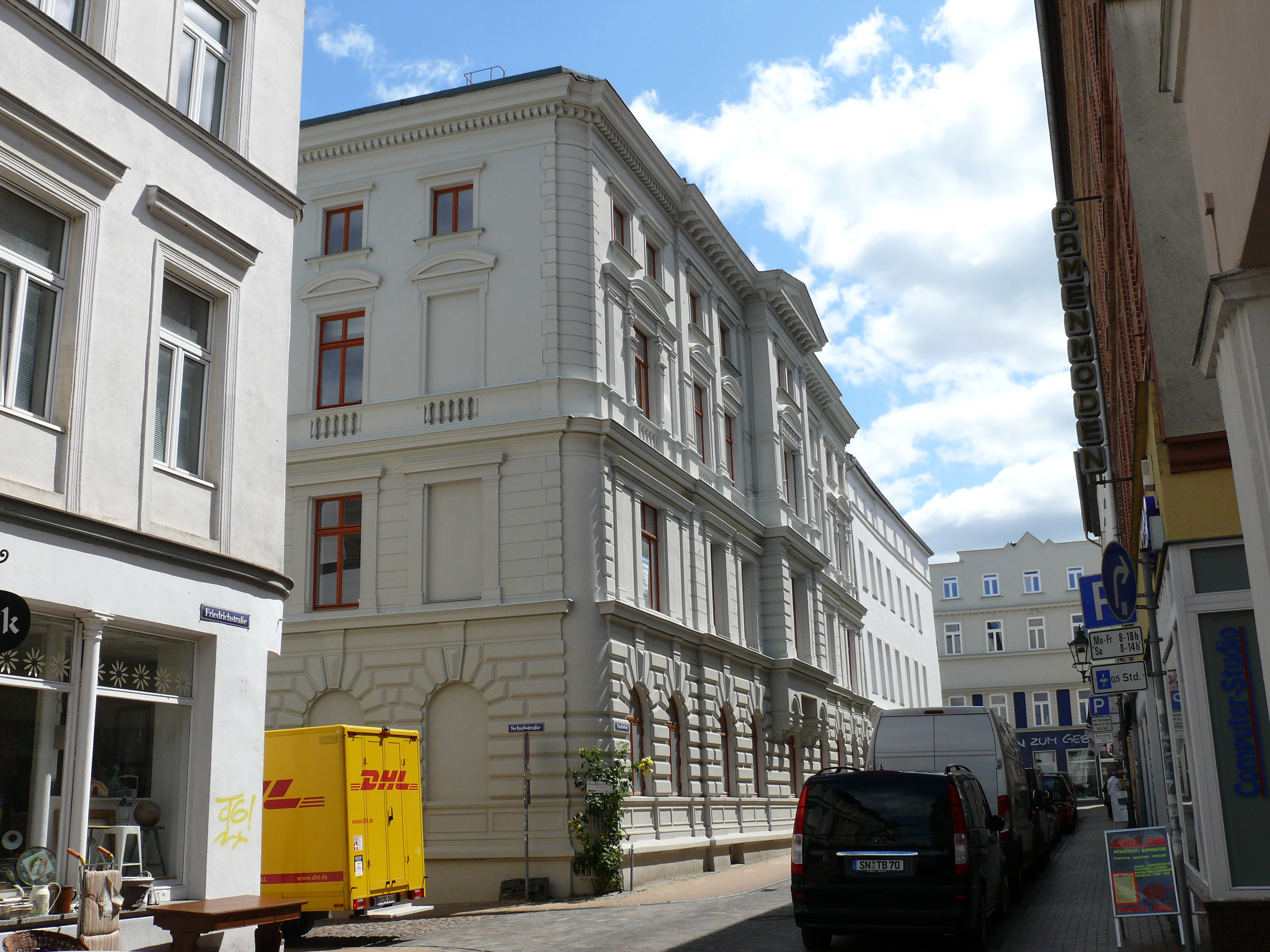
Nr. 22
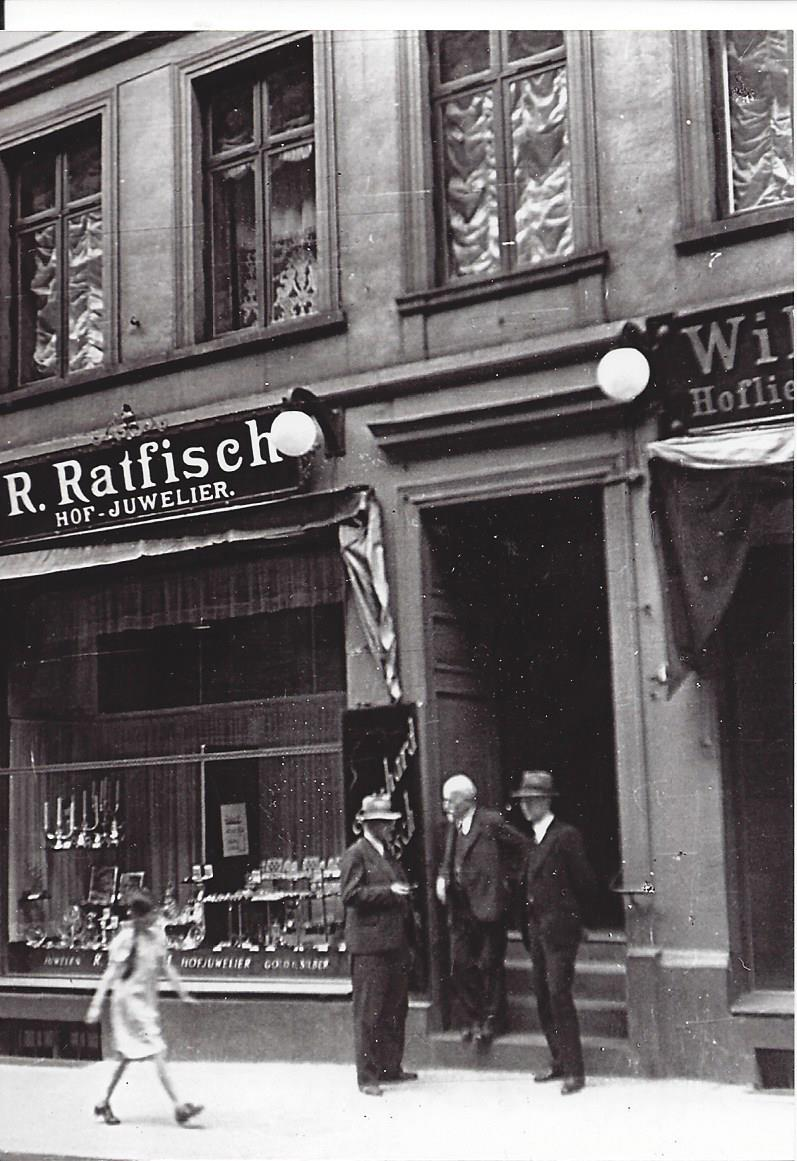
Nr. 7 (?) von etwa 1920
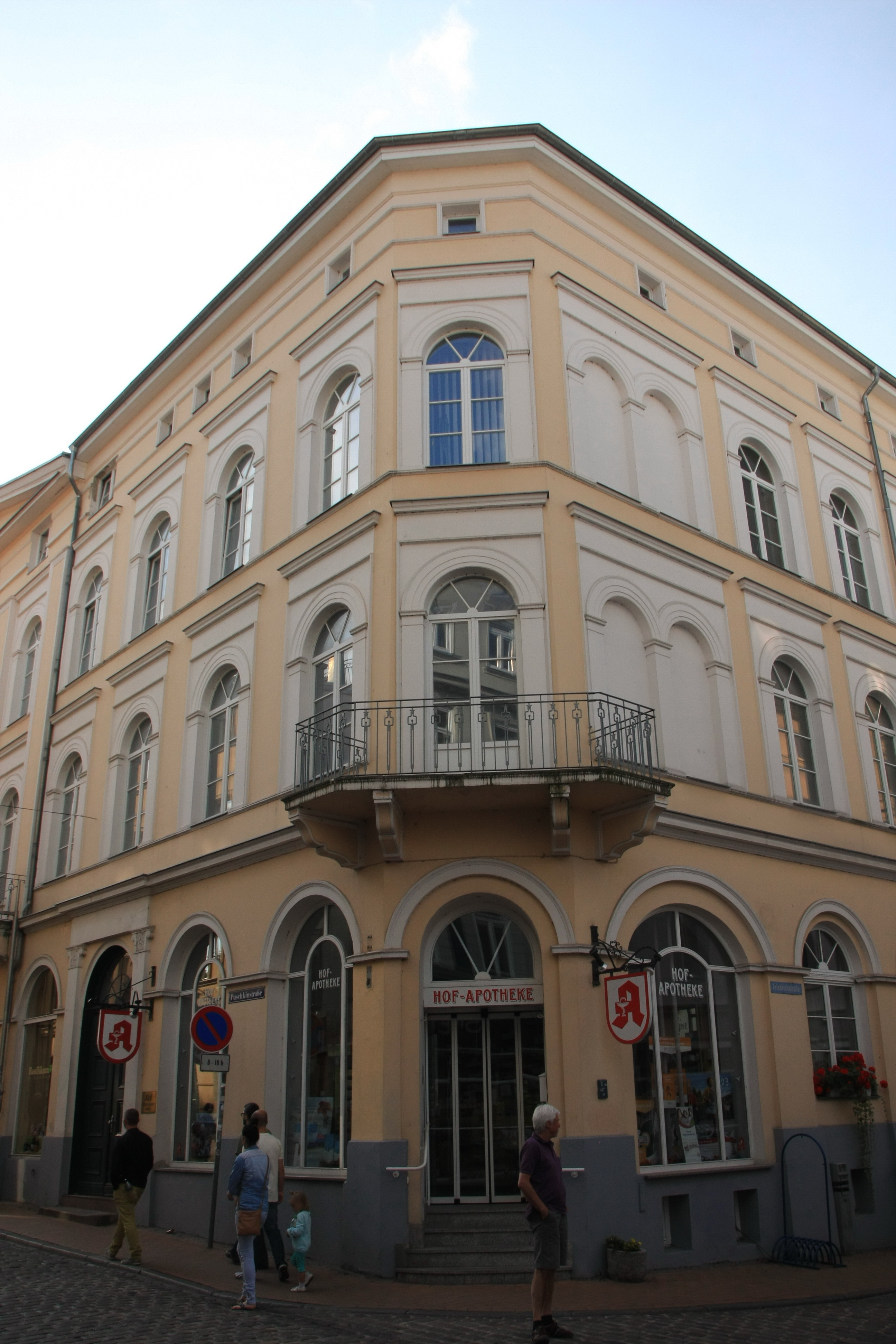
Ecke Friedrich- und Puschkinstraße